# La Meuse (België)

La Meuse is een Belgisch regionaal dagblad dat wordt uitgegeven door de Groupe Sud Presse.

## Geschiedenis
Het blad werd in 1856 in Luik opgericht door Gerard Nagelmackers, Félix Capitaine en Léon en Charles de Thier. Het eerste nummer kwam uit op 7 januari 1856 in de rue du Pot d'Or. Het telde vier pagina's en er werden duizend exemplaren van verkocht. In 1872 verscheen het eerste gegraveerde portret, in 1893 de eerste foto en in 1898 ging het blad naar de rotatiepersen. In 1910 kwam er ook een sportrubriek bij.
In 1928 opende La Meuse een bureau in Brussel. Tijdens de Tweede Wereldoorlog verhuisde het blad eerst naar Brussel, vervolgens naar Parijs en uiteindelijk naar Nantes. Tussen oktober 1941 en augustus 1944 werd het blad clandestien uitgegeven. Na de oorlog verschenen er regionale edities in Namen, Verviers, Hoei, Charleroi en Luxemburg-stad. 
In 1946 werd het Brusselse dagblad La Lanterne opgekocht. 
Op 25 oktober 1966 droeg de familie de Thier La Meuse over aan de Groupe Rossel, waarna het steeds beter ging met het blad. In het voorjaar van 2000 fuseerde La Meuse met zijn partners en werd daarmee het grootste Franstalige dagblad in België.
De editie van La Meuse in Namen kreeg in 2002 de naam Quotidien de Namur. In 2008 werd dit veranderd in La Meuse Namur.